# Giorgio I di Pomerania
Giorgio I di Pomerania (11 aprile 1493 – Stettino, 10 maggio 1531) fu un duca tedesco appartenente alla dinastia dei Greifen che regnò sulla Pomerania dal 1523 fino alla sua morte.
Era il figlio primogenito del duca Boghislao X e della sua seconda moglie Anna di Polonia, figlia del re di Polonia Casimiro IV.
Gli fu attribuito il nome Giorgio in onore dello zio e padrino di battesimo Giorgio il Barbuto, marito della sorella più giovane di Anna di Polonia.

## Biografia
Da bambino soggiornò a lungo presso la casa del padrino in Sassonia, che rimase legato a lui da amicizia per tutta la vita.
Giorgiò proseguì la politica del padre. Egli s'impegnò decisamente nel limitare i poteri delle città e dei nobili e perseguì una politica di delimitazione della feudalità brandeburghese. Dopo che con il fratello Barnim IX aveva assunto il governo del ducato di Pomerania, si mostrò è vero interessato agli sforzi di affermazione della Riforma protestante, però rimase personalmente fedele al credo cattolico. Giorgio era stato già molto presto introdotto dal padre nella politica. Così nel 1520 fu attivo presso la corte dell'imperatore Carlo V e partecipò alla Dieta di Worms del 1521 ed a quella del 1523 a Norimberga.
Nel 1524 si profilò un conflitto militare con il Brandeburgo, cosicché Giorgio I concluse un'alleanza con Sigismondo I di Polonia, diretta contro il brandeburghese Alberto I di Prussia e contro i seguaci della Riforma. Tuttavia non riuscì a reprimere gli sforzi di diffusione nel suo territorio dei riformatori e poté infine solo indirizzarla entro binari di moderazione.
Dopo la Dieta di Spira del 1526, egli cercò di avvicinarsi al Brandeburgo e le trattative per cercare un compromesso fra le pretese del Brandeburgo sulla Pomerania ed il rifiuto degli stati di quest'ultima, si trascinarono fino al 1529, profilandosi la minaccia di uno scontro armato. Il 25 agosto del 1529, grazie anche alla mediazione dei duchi di Braunschweig Eric I di Calenberg ed Enrico di Wolfenbüttel, si giunse nella località brandeburghese di Grimnitz ad un compromesso con il margravio del Brandeburgo, principe Giovanni I, detto il Cicerone, il trattato di Grimnitz, che prevedeva l'infeudamento diretto del ducato di Pomerania da parte dell'imperato ai discendenti maschi appartenenti al casato dei Graifen, ma solo fino all'eventuale estinzione di quest'ultima, dopo di che il feudo sarebbe passato di diritto al Brandeburgo.
Giorgio sposò la figlia di Gioacchino di Hohenzollern, Margherita di Brandeburgo, ottenendo parimenti il riconoscimento della dipendenza diretta del ducato dall'impero. In conseguenza Giorgio I ed il fratello Barnim furono infeudati da Carlo V del ducato di Pomerania il 26 luglio 1530 in occasione della Dieta di Augusta.
In politica interna, dopo il trattato di Grimnitz, ebbe luogo una disputa fra Giorgio ed il fratello Barnim, che sollecitava una parte di signoria per sé. Anche una gran parte degli stati di Pomerania sosteneva quest'ultimo, poiché essi allora temevano, che Giorgio, dopo il ritiro del Brandburgo, procedesse contro la diffusione della riforma protestante in Pomerania e speravano, fra l'altro, di ottenere attraverso Barnim una decisiva influenza sulle città. La morte di Giorgio provocò tuttavia gran cambiamento nella situazione politica. Il figlio Filippo venne guadagnato alla causa protestante e la divisione del ducato in ducato di Pomerania-Wolgast e Pomerania-Stettino ebbe però comunque attuazione.

## Matrimoni e discendenza
Giorgio I si sposò due volte. In prime nozze sposò Amalia del Palatinato (1490 - 1525), figlia del principe elettore Filippo del Palatinato e della di lui consorte Margherita di Baviera-Landshut. Da questa unione nacquero tre figli:
- Boghislao, morto infante
- Filippo, che divenne duca di Pomerania-Wolgast con il nome di Filippo I,
- Margherita (1518 - 1569), andata sposa ad Ernesto IV di Braunschweig-Grubenhagen (1518 - 1567)

In seconde nozze Giorgio sposò Margherita di Brandeburgo (1511 - 1577), figlia di Gioacchino di Hohenzollern e di Elisabetta di Danimarca. La coppia ebbe una figlia:
- Giorgia (1531 - 1574), andata sposa a Stanislao Latalski, conte di Labischin

## Ascendenza
|                                                                           |                                                   |                                                                          | Genitori                                                                 |  |  | Nonni |  |  | Bisnonni                                    |  |  | Trisnonni                               |  |
|                                                                           |                                                   |                                                                          |                                                                          |  |  |       |  |  | Vartislao IX, VII duca di Pomerania-Wolgast |  |  | Barnim VI, VI duca di Pomerania-Wolgast |  |
|                                                                           |                                                   |                                                                          |                                                                          |  |  |       |  |  | Vartislao IX, VII duca di Pomerania-Wolgast |  |  | Barnim VI, VI duca di Pomerania-Wolgast |  |
|                                                                           |                                                   | Veronica di Norimberga                                                   |                                                                          |  |  |       |  |  | Vartislao IX, VII duca di Pomerania-Wolgast |  |  |                                         |  |
| Eric II, VIII duca di Pomerania-Wolgast e X duca di Pomerania-Stettino    |                                                   |                                                                          |                                                                          |  |  |       |  |  | Vartislao IX, VII duca di Pomerania-Wolgast |  |  |                                         |  |
|                                                                           |                                                   | Sofia di Sassonia-Lauenburg                                              | Eric IV, I duca di Sassonia-Lauenburg                                    |  |  |       |  |  |                                             |  |  |                                         |  |
|                                                                           |                                                   | Sofia di Sassonia-Lauenburg                                              | Eric IV, I duca di Sassonia-Lauenburg                                    |  |  |       |  |  |                                             |  |  |                                         |  |
|                                                                           |                                                   | Sofia di Sassonia-Lauenburg                                              | Sofia di Brunswick-Wolfenbüttel                                          |  |  |       |  |  |                                             |  |  |                                         |  |
| Boghislao X, IX duca di Pomerania-Wolgast e XI duca di Pomerania-Stettino |                                                   | Sofia di Sassonia-Lauenburg                                              |                                                                          |  |  |       |  |  |                                             |  |  |                                         |  |
|                                                                           |                                                   | Boghislao IX, VI duca di Pomerania-Stolp e II duca di Pomerania-Stargard | Boghislao VIII, V duca di Pomerania-Stolp e I duca di Pomerania-Stargard |  |  |       |  |  |                                             |  |  |                                         |  |
|                                                                           |                                                   | Boghislao IX, VI duca di Pomerania-Stolp e II duca di Pomerania-Stargard | Boghislao VIII, V duca di Pomerania-Stolp e I duca di Pomerania-Stargard |  |  |       |  |  |                                             |  |  |                                         |  |
|                                                                           |                                                   | Boghislao IX, VI duca di Pomerania-Stolp e II duca di Pomerania-Stargard | Sofia di Holstein-Rendsburg                                              |  |  |       |  |  |                                             |  |  |                                         |  |
| Sofia di Pomerania-Stolp                                                  |                                                   | Boghislao IX, VI duca di Pomerania-Stolp e II duca di Pomerania-Stargard |                                                                          |  |  |       |  |  |                                             |  |  |                                         |  |
|                                                                           |                                                   | Maria di Masovia                                                         | Siemowit IV, XVII duca di Masovia                                        |  |  |       |  |  |                                             |  |  |                                         |  |
|                                                                           |                                                   | Maria di Masovia                                                         | Siemowit IV, XVII duca di Masovia                                        |  |  |       |  |  |                                             |  |  |                                         |  |
|                                                                           |                                                   | Maria di Masovia                                                         | Alessandra di Lituania                                                   |  |  |       |  |  |                                             |  |  |                                         |  |
| Giorgio I, X duca di Pomerania-Wolgast e XII duca di Pomerania-Stettino   |                                                   | Maria di Masovia                                                         |                                                                          |  |  |       |  |  |                                             |  |  |                                         |  |
|                                                                           | Ladislao II, re di Polonia e granduca di Lituania | Algirdas, granduca di Lituania                                           |                                                                          |  |  |       |  |  |                                             |  |  |                                         |  |
|                                                                           | Ladislao II, re di Polonia e granduca di Lituania | Algirdas, granduca di Lituania                                           |                                                                          |  |  |       |  |  |                                             |  |  |                                         |  |
|                                                                           | Ladislao II, re di Polonia e granduca di Lituania | Uliana di Tver'                                                          |                                                                          |  |  |       |  |  |                                             |  |  |                                         |  |
| Casimiro IV, re di Polonia e granduca di Lituania                         | Ladislao II, re di Polonia e granduca di Lituania |                                                                          |                                                                          |  |  |       |  |  |                                             |  |  |                                         |  |
|                                                                           |                                                   | Sofia Alšėniškė                                                          | Andrea di Halshany                                                       |  |  |       |  |  |                                             |  |  |                                         |  |
|                                                                           |                                                   | Sofia Alšėniškė                                                          | Andrea di Halshany                                                       |  |  |       |  |  |                                             |  |  |                                         |  |
|                                                                           |                                                   | Sofia Alšėniškė                                                          | Alessandra di Drutsk                                                     |  |  |       |  |  |                                             |  |  |                                         |  |
| Anna di Polonia                                                           |                                                   | Sofia Alšėniškė                                                          |                                                                          |  |  |       |  |  |                                             |  |  |                                         |  |
|                                                                           |                                                   | Alberto II, imperatore del Sacro Romano Impero                           | Alberto IV, V arciduca d'Austria                                         |  |  |       |  |  |                                             |  |  |                                         |  |
|                                                                           |                                                   | Alberto II, imperatore del Sacro Romano Impero                           | Alberto IV, V arciduca d'Austria                                         |  |  |       |  |  |                                             |  |  |                                         |  |
|                                                                           |                                                   | Alberto II, imperatore del Sacro Romano Impero                           | Giovanna di Baviera                                                      |  |  |       |  |  |                                             |  |  |                                         |  |
| Elisabetta d'Austria                                                      |                                                   | Alberto II, imperatore del Sacro Romano Impero                           |                                                                          |  |  |       |  |  |                                             |  |  |                                         |  |
|                                                                           |                                                   | Elisabetta di Lussemburgo                                                | Sigismondo, imperatore del Sacro Romano Impero                           |  |  |       |  |  |                                             |  |  |                                         |  |
|                                                                           |                                                   | Elisabetta di Lussemburgo                                                | Sigismondo, imperatore del Sacro Romano Impero                           |  |  |       |  |  |                                             |  |  |                                         |  |
|                                                                           |                                                   | Elisabetta di Lussemburgo                                                | Barbara di Cilli                                                         |  |  |       |  |  |                                             |  |  |                                         |  |
|                                                                           |                                                   | Elisabetta di Lussemburgo                                                |                                                                          |  |  |       |  |  |                                             |  |  |                                         |  |